# Brendon Rodney
Brendon Rodney (Toronto, 9 april 1992) is een Canadese sprinter. die vooral successen boekte op de 4 × 100 m estafette. Als lid van het Canadese mannenteam op dit onderdeel won hij drie olympische medailles, waaronder een gouden en hij werd wereldkampioen in 2022.

## Loopbaan
Tijdens zijn eerste wereldkampioenschappen atletiek, in 2015, liep Rodney de 4 × 100 meter. In de halve finale wist de estafetteploeg zich als zesde in de finale te plaatsen. Voor de finale werd Rodney ook geselecteerd en de ploeg pakte het brons.
Op weg naar de Olympische Spelen van 2016 werd Rodney geselecteerd om aan dit sportevenement deel te nemen. Hij kreeg een startplaats op de 200 meter en was onderdeel van de 4 × 100 meter-estafetteploeg. Het eerste onderdeel waar hij op uitkwam was de 200 m; in de series werd hij derde, maar het lukte hem niet om zich te plaatsen voor de halve finales en hij moest zijn meerdere erkennen aan Nery Brenes en Churandy Martina, die eerste en tweede in de serie werden. Twee dagen na zijn individuele optreden startte Rodney in de 4 × 100 m estafette en wist hij zich te plaatsen voor de finale. De Canadese ploeg met onder anderen Akeem Haynes, Aaron Brown en Andre De Grasse pakte het brons in een nieuw Canadees record: 37,64. Dit was de eerste grote medaille voor Rodney.
Een jaar na zijn olympische medaille nam Rodney deel aan de WK van 2017,waar hij Canada vertegenwoordigde op de 4 × 100 m en individueel op de 100 m. Met de estafetteploeg werd er een zesde plaats behaald en op de 100 m strandde Rodney in de halve finales op de zesde plaats, waarmee hij zich niet plaatste voor de volgende ronde. Op de World Athletics Relays 2017 won hij zijn eerste mondiale overwinning op de 4 × 200 meter voor mannen samen met Gavin Smellie, Andre De Grasse en Aaron Brown.
Hoewel de estafetteploeg de gouden medaille op de 4 × 200 m tijdens de IAAF World Relays 2019 probeerde te verdedigen, lukte het niet eens om uit de series te komen. Hiermee was de kans verkeken om in de finale te strijden voor titelprolongatie. De WK in 2019 was overigens ook geen succes voor Rodney. Hij kwam op de 200 m tot een dertiende tijd in de series en kwalificeerde zich hiermee niet voor de volgende ronde. Met een teleurstellende finish van de Canadese estafetteploeg lukte het niet om door te gaan naar de finale; de ploeg werd achtste in de halve finales.
Door de coronapandemie werden de Olympische Spelen van 2020 met een jaar uitgesteld. In het jaar 2020 liep Rodney bijna geen wedstrijden. Het jaar daarna werd hij tijdens de Canadese trials vierde op de 100 m, niet voldoende voor een startbewijs op de Spelen. Op de 200 m lukte hem dat echter wel. Hierop behaalde hij de tweede plaats en dit betekende dat Rodney zich kon opmaken voor zijn tweede Olympische Spelen. Hij werd zesde in de series van de 200 m en kwam niet verder. Vervolgens won het estafetteteam van Rodney, Aaron Brown, Jerome Blake en Andre De Grasse zijn tweede opeenvolgende bronzen medaille op de 4 × 100 m estafette. Op 18 februari 2022 werd Groot-Brittannië zijn zilveren medaille op de 4 × 100 m estafette voor mannen ontnomen, nadat het Hof van Arbitrage voor Sport de dopingovertreding van CJ Ujah had bevestigd. Canada werd opgewaardeerd naar zilver.
Op de WK van 2022 in Eugene, Oregon werden de vooruitzichten van het Canadese 4 × 100 meter-estafetteteam in twijfel getrokken vanwege de worsteling van ankerloper De Grasse met een COVID-19-infectie kort voor de kampioenschappen. De Canadese ploeg kwalificeerde zich echter voor de finale met de op twee na snelste tijd in de heats, slechts 0,01 seconde langzamer dan de nummer twee. In de finale behaalden de Canadezen een grote overwinning op de favoriete Amerikaanse ploeg en veroverden de gouden medaille, daarbij geholpen door soepele estafettewissels, terwijl de Amerikanen juist onhandig wisselden. Het Canadese team verbeterde en passant het nationale record: 37,48. Het was Canada's derde gouden medaille op dit onderdeel; de andere twee waren opeenvolgende overwinningen uit het Donovan Bailey-tijdperk in 1995 en 1997. Het resultaat "verbijsterde" het overwegend Amerikaanse publiek op Hayward Field, alhoewel De Grasse opmerkte: "Er hangen veel Canadese vlaggen en veel fans juichen ons toe."
Tijdens de World Athletics Relays 2024 deed Rodney mee aan de 4 × 100 meter mannen. De finale werd behaald en in de finale werd er een zilveren plak veroverd.

## Persoonlijke records
Outdoor
| Onderdeel | Prestatie          | Datum            | Plaats      |
| --------- | ------------------ | ---------------- | ----------- |
| 60 m      | 6,57 s (+1,6 m/s)  | 25 februari 2023 | Kingston    |
| 100 m     | 10,00 s (+1,6 m/s) | 28 juli 2023     | Langley     |
| 150 m     | 22,88 s (-0,8 m/s) | 4 september 2018 | Cheb        |
| 200 m     | 19,96 s (+1,1 m/s) | 10 juli 2016     | Edmonton    |
| 300 m     | 33,23 s            | 4 september 2018 | Cheb        |
| 400 m     | 45,96 s            | 1 april 2016     | Gainesville |

Indoor
| Onderdeel | Prestatie | Datum            | Plaats   |
| --------- | --------- | ---------------- | -------- |
| 200 m     | 20,46 s   | 20 februari 2016 | New York |
| 400 m     | 46,62 s   | 16 januari 2016  | New York |

1912: Jacobs, Macintosh, d'Arcy, Applegarth ·
1920: Paddock, Scholz, Murchison, Kirksey ·
1924: Clarke, Hussey, Leconey, Murchison ·
1928: Wykoff, Quinn, Borah, Russell ·
1932: Kiesel, Toppino, Dyer, Wykoff ·
1936: Owens, Metcalfe, Draper, Wykoff ·
1948: Ewell, Wright, Dillard, Patton ·
1952: Smith, Dillard, Remigino, Stanfield ·
1956: Murchison, King, Baker, Morrow ·
1960: Cullmann, Hary, Mahlendorf, Lauer ·
1964: Drayton, Ashworth, Stebbins, Hayes ·
1968: Greene, Pender, Smith, Hines ·
1972: Black, Taylor, Tinker, Hart ·
1976: Glance, Jones, Hampton, Riddick ·
1980: Moeravjov, Sidorov, Prokofjev, Aksinin ·
1984: Graddy, Brown, Smith, Lewis ·
1988: Bryzgin, Krylov, Moeravjov, Savin ·
1992: Marsh, Burrell, Mitchell, Lewis ·
1996: Esmie, Gilbert, Surin, Bailey ·
2000: Drummond, Williams, Lewis, Greene ·
2004: Gardener, Campbell, Devonish, Lewis-Francis ·
2008: Bledman, Burns, Callender, Thompson ·
2012: Carter, Frater, Blake, Bolt ·
2016: Powell, Blake, Ashmeade, Bolt ·
2020: Desalu, Jacobs, Patta, Tortu ·
2024: Brown, Blake, Rodney, De Grasse
1983 King, Gault, Smith, Lewis ·
1987 McRae, McNeill, Glance, Lewis ·
1991 Cason, Burrell, Mitchell, Lewis ·
1993 Drummond, Cason, Mitchell, Burrell ·
1995 Esmie, Gilbert, Surin, Bailey ·
1997 Esmie, Gilbert, Surin, Bailey ·
1999 Drummond, Montgomery, Lewis, Greene ·
2001 Nagel, du Plessis, Newton, Quinn ·
2003 Capel, Williams, Patton, Johnson ·
2005 Doucouré, Pognon, De Lépine, Dovy ·
2007 Patton, Spearmon, Gay, Dixon ·
2009 Mullings, Frater, Bolt, Powell ·
2011 Carter, Frater, Blake, Bolt ·
2013 Carter, Bailey-Cole, Ashmeade, Bolt ·
2015 Carter, Powell, Ashmeade, Bolt ·
2017 Ujah, Gemili, Talbot, Mitchell-Blake ·
2019 Coleman, Gatlin, Rodgers, Lyles ·
2022 Brown, Blake, Rodney, De Grasse ·
2023 Coleman, Kerley, Carnes, Lyles